# Vladimir Jovanović
Vladimir Jovanović (Владимир Јовановић), född 28 september 1833 i Šabac, död 3 mars 1922 i Belgrad, var en serbisk politiker.
Jovanović blev efter studier i Ungern redaktör för en radikal tidning i Belgrad. Han blev därefter utvisad, och reste då bland annat till Storbritannien och Italien. I Genève 1864–1866 gav han ut den dubbelspråkiga tidskriften Sloboda-La Liberté och grundade i Budapest det nationalliberala serbiska partiet och föreningen "Omladina" för serbernas politiska frihet och enande.
Jovanović blev 1869 jämte Ljuben Karavelov anklagad för mordet på furst Mihajlo, men frikändes, återvände 1872 till Belgrad och var 1876 och 1880 landets finansminister. Som ordförande i ett lärt samfund anklagades han av regeringen för dålig förvaltning av sällskapets egendom, men frikändes av domstolen och bosatte sig sedan i utlandet.